# Zdvîjivka, Borodeanka
Zdvîjivka (în ucraineană Здвижівка) este o comună în raionul Borodeanka, regiunea Kiev, Ucraina, formată numai din satul de reședință.

## Demografie
Componența lingvistică a comunei Zdvîjivka
     Ucraineană (97,35%)
     Rusă (2,21%)
     Alte limbi (0,44%)
Conform recensământului din 2001, majoritatea populației comunei Zdvîjivka era vorbitoare de ucraineană (97,35%), existând în minoritate și vorbitori de rusă (2,21%).